# Salaheddine Saidi
Salaheddine Saidi (tiếng Ả Rập: صلاح الدين السعيدي – sinh ngày 6 tháng 2 năm 1987, Marrakech) là một cầu thủ bóng đá người Maroc thi đấu cho Wydad Casablanca ở Botola và cho Đội tuyển bóng đá quốc gia Maroc.

## Sự nghiệp quốc tế

### Bàn thắng quốc tế
Tỉ số và kết quả liệt kê bàn thắng của Maroc trước.
| #  | Ngày                | Địa điểm                                  | Đối thủ | Tỉ số | Kết quả | Giải đấu                           |
| -- | ------------------- | ----------------------------------------- | ------- | ----- | ------- | ---------------------------------- |
| 1. | 27 tháng 1 năm 2018 | Sân vận động Mohamed V, Casablanca, Maroc | Namibia | 2–0   | 2–0     | Giải vô địch bóng đá châu Phi 2018 |